# Robert Henry Scott
Pour les articles homonymes, voir Robert Scott.
Robert Henry Scott (1833 – 1916) est un météorologue et minéralogiste britannique d'origine irlandaise. Il a été président de la Royal Meteorological Society et directeur du Met Office, le service météorologique britannique.

## Biographie
Scott est né à Delgany (en), comté de Wicklow. le 28 janvier 1833, fils de James Smyth et Louisa Scott, petit-fils de Charles Brodrick, archevêque de l'Église d'Irlande à Cashel. Il a d'abord étudié à la Rugby School, puis au Trinity College de Dublin (TCD) où il obtint un diplôme de physique expérimentale. En 1862, il est nommé conservateur des minéraux et maître de conférences en minéralogie à la Royal Dublin Society puis a été membre fondateur de la Mineralogical Society et rédacteur en chef de sa revue,.
En 1867, Scott est nommé directeur du bureau météorologique britannique (Met Office). Son titre a été changé en 1877 pour celui de secrétaire du conseil météorologique, poste qu'il occupa jusqu'en 1900. Il reçut un doctorat honorifique du TCD en 1898 et fut fait officier de la Légion d'honneur. Il prit sa retraite en 1900 et mourut à Londres le 18 juin 1916. Sa bibliothèque fut offerte à l'observatoire de Valentia,. Il est enterré au cimetière de l'église Saint-Nicholas de Peper Harow dans le Surrey près de Londres.

## Carrière
Comme minéralogiste, Scoot étudia les roches sédimentaires et les granites du Donegal, publiant plusieurs article dans des journaux scientifiques ainsi qu'un manuel d'analyse volumétrique (1862) et collabora également avec le professeur Samuel Haughton à plusieurs ouvrages.
En météorologie, il a publié deux ouvrages à succès, « Weather charts  and storm warnings »(1876) et « Elementary meteorology » (1883) et contribua à de nombreux articles et communications dans diverses publications. Ce sont ses capacités administratives qui ont été surtout notées avec en autres l'établissement en 1867 de l'observatoire de l'Île de Valentia, dans le comté de Kerry, transférée sur le continent en 1892.
Il a été élu Fellow de la Royal Society en 1870, s'est joint à Royal Meteorological Society en 1871 et en a été président en 1884-85,. Le 21 février 1895, Robert Henry Scott a été nommé à la section de physique et de météorologie, sous le numéro 3048, comme membre de l'Académie Léopoldine des sciences naturelles